# Иня (приток Катуни)
Иня (в верховье Иолдо) — река в Республике Алтай России. Устье реки находится в 357 км по правому берегу реки Катунь. Длина реки составляет 49 км, площадь водосборного бассейна 355 км².

## Бассейн
(км от устья)
- 6 км: Нижний Карасу (пр)
- Верхний Карасу (пр)
- Еланды (пр)
  - Быдяр-Айры (лв)
- 23 км: Тойлюарт (пр)
  - Сарыгыр (лв)
- 27 км: Караагыр (пр)
- Серкетайган (пр)
  - Кольдуоюк (лв)
- Сармай (лв)

## Данные водного реестра
По данным государственного водного реестра России относится к Верхнеобскому бассейновому округу, водохозяйственный участок реки — Катунь, речной подбассейн реки — Бия и Катунь. Речной бассейн реки — (Верхняя) Обь до впадения Иртыша.